# George Pólya Award
Der George Pólya Award ist ein 1976 von der Mathematical Association of America (MAA) eingeführter und seit 1977 vergebener Mathematikpreis für besonders elegante Artikel, die in der ebenfalls von der MAA herausgegebenen Mathematikzeitschrift College Mathematics Journal erschienen sind. Der nach George Pólya benannte Preis, der jährlich bis zu zweimal vergeben wird, ist (Stand 2013) mit 1000 US-Dollar dotiert.

## Preisträger
| Jahr | Preisträger                                                   | Artikel |
| ---- | ------------------------------------------------------------- | --- |
| 2024 | Damiano Fulghesu, James A. Sellers, Courtney K. Taylor        | Infinite Families of Infinite Series With Integer Sums, Band 54:1, 33–43. doi:10.1080/07468342.2022.2160611                                    |
| 2024 | William Dunham                                                | Bryn Mawr College Matriculation Exams from a Century Ago, Band 54:2, 83–89. doi:10.1080/07468342.2023.2189820                                  |
| 2023 | William Q. Erickson                                           | Haste Makes Waste: An Optimization Problem, Band 53:2, 122–133. doi:10.1080/07468342.2021.2022955                                              |
| 2023 | Johnner Barrett                                               | Unlawful Calculations: A Look into Lie’s Notebook, Band 53:2, 104–115. doi:10.1080/07468342.2021.2019550                                       |
| 2022 | Joseph Previte, Michelle Previte                              | The Beautiful Chaotic Dynamics of iz, Band 52:5, 364–372. doi:10.1080/07468342.2021.1973820                                                    |
| 2022 | Adrian Rice, Ezra Brown                                       | Why Hamilton Couldn’t Multiply Triples, Band 52:3, 185–192. doi:10.1080/07468342.2021.1897418                                                  |
| 2021 | James Christian, Holly Middleton-Spencer                      | On the Nth Roots of –1 and Complex Basin Boundaries: Fractals from Newton-Raphson, Band 51:2 (2020), 95–104. DOI:10.1080/07468342.2020.1703452 |
| 2021 | Adam Hammett                                                  | Euler’s Limit and Stirling’s Estimate, Band 51:5, 330–336. DOI:10.1080/07468342.2020.1811058                                                   |
| 2020 | Christopher Catone                                            | Bringing Calculus into Discrete Math via the Discrete Derivative, Band 50:1 (2019), 21–27                                                      |
| 2020 | Adam Glesser, Matt Rathbun, Isabel Serrano, Bogdan D. Suceavă | Eclectic Illuminism: Applications of Affine Geometry, Band 50:2 (2019), 82–92                                                                  |
| 2019 | Stanley R. Huddy, Michael A. Jones                            | The Calculus Behind Generic Drug Equivalence, Band 49:1 (2018), 2–9                                                                            |
| 2019 | Peter McGrath                                                 | Newton’s Shell Theorem via Archimedes’ Hat Box and Single Variable Calculus, Band 49:2 (2018), 109–113                                         |
| 2018 | Ben Blum-Smith, Samuel Coskey                                 | Fundamental Theorem on Symmetric Polynomials: History’s First Whiff of Galois Theory, Band 48:1 (2017), 18–29                                  |
| 2018 | Stephen Kaczkowski                                            | Mathematical Models for Global Mean Sea Level Rise, Band 48:3 (2017), 162–169                                                                  |
| 2017 | Viktor Blåsjö                                                 | How to Find the Logarithm of Any Number Using Nothing But a Piece of String, Band 47:2 (2016), 95–100                                          |
| 2017 | Travis Kowalski                                               | The Sine of a Single Degree, Band 47:5 (2016), 322–332                                                                                         |
| 2016 | Gordon Hamilton, Kiran S. Kedlaya, Henri Picciotto            | Square-Sum Pair Partitions, Band 46:4 (2015), 264–269                                                                                          |
| 2016 | Hassan Boualem, Robert Brouzet                                | To Be (a Circle) or Not To Be, Band 46:3 (2015), 197–206                                                                                       |
| 2015 | David Joyner                                                  | The Man Who Found God’s Number. Band 45:4 (2014), 258–266.                                                                                     |
| 2015 | Michael Brilleslyper, Lisbeth Schaubroeck                     | Locating Unimodular Roots. Band 45:3 (2014), 162–168.                                                                                          |
| 2014 | Adam E. Parker                                                | Who Solved the Bernoulli Differential Equation and How Did They Do It? Band 44:2 (2013), 89–97.                                                |
| 2014 | Christiane Rousseau                                           | How Inge Lehmann Discovered the Inner Core of the Earth. Band 44:5 (2013), 399–408.                                                            |
| 2013 | Jacob Siehler                                                 | The Finite Lamplighter Groups: A Guided Tour. Band 43:3 (2012), 203–211.                                                                       |
| 2013 | David Applegate, Marc LeBrun, Neil J. A. Sloane               | Carryless Arithmetic Mod 10 Band 43:1 (2012), 43–50.                                                                                           |
| 2012 | T.S. Michael                                                  | Guards, Galleries, Fortresses, and the Octoplex, Band 42:3 (2011), 191–200.                                                                    |
| 2012 | Leslie A. Cheteyan, Stewart Hengeveld, Michael A. Jones       | Chutes and Ladders for the Impatient, Band 42:1 (2011), 2–8.                                                                                   |
| 2011 | Jonathan K. Hodge, Emily Marshall, Geoff Patterson            | Gerrymandering and Convexity, Band 41:4 (2010), 312–324                                                                                        |
| 2011 | John Martin                                                   | The Helen of Geometry, Band 41:1 (2010), 17–27.                                                                                                |
| 2010 | Andrew Barker                                                 | Evolutionary Stability in the Traveler’s Dilemma, Band 40:1 (2009), 33–38                                                                      |
| 2010 | Curtis Feist, Ramin Naimi                                     | Topology Explains Why Automobile Sunshades Fold Oddly, Band 40:2 (2009), 93–98                                                                 |
| 2009 | Lawrence Brenton                                              | Remainder Wheels and Group Theory, Band 39, no. 2, März 2008, 129–135                                                                          |
| 2009 | Greg N. Frederickson                                          | Designing a Table Both Swinging and Stable, Band 39, no. 4, September 2008, 258–266                                                            |
| 2008 | Roland Minton, Timothy J. Pennings                            | Do Dogs Know Bifurcations?, Band 38, no. 5, November 2007, 356–361                                                                             |
| 2008 | Andrew J. Simpson                                             | Pursuit Curves for the Man in the Moone, Band 38, no. 5, November 2007, 330–338                                                                |
| 2007 | Richard Jerrard, Joel Schneider, Ralph Smallberg, John Wetzel | Straw in a Box, Band 37, März 2006, 93–102 |
| 2007 | Allen Schwenk                                                 | Distortion of Average Class Size: The Lake Wobegon Effect, Band 37, September 2006, 293–296                                                    |
| 2006 | Ezra Brown                                                    | Phoebe Floats!, März 2005, 114–122 |
| 2006 | James Sandefur                                                | A Geometric Series from Tennis, Mai 2005, 224–226                                                                                              |
| 2005 | Brian Hopkins, Robin J. Wilson                                | The Truth About Königsberg, Mai 2004, Seite 198                                                                                                |
| 2005 | Stephen M. Walk                                               | Mind Your ∃s and ∀s, November 2004, Seite 362                                                                                                  |
| 2004 | Greg N. Frederickson                                          | A New Wrinkle on an Old Folding Problem, September, 2003, vol. 34(4) pp. 258–263                                                               |
| 2003 | David L. Finn                                                 | Can a Bicycle Create a Unicycle Track?, Band 33 (2002), 283–292                                                                                |
| 2003 | Dan Kalman                                                    | An Undetermined Linear System for GPS, Band 33 (2002), 384–390                                                                                 |
| 2002 | Timothy G. Freeman                                            | Conformality, the Exponential Function, and World Map Projections, Band 32, November 2001, 334–342                                             |
| 2001 | Ezra A. Brown                                                 | Three Fermat Trails to Elliptic Curves, Band 31, No. 3, (2000), 162–172                                                                        |
| 2001 | Chip Ross, Jody M. Sorensen                                   | Will the Real Bifurcation Diagram Please Stand Up!, Band 31, No. 1, (2000), 2–14                                                               |
| 2000 | Ezra Brown                                                    | Square roots from 1;24,51,10 to Dan Shanks, Band 30 (1999), 82–95                                                                              |
| 2000 | Martin Gardner                                                | The asymmetric propeller, Band 30 (1999), 18–22                                                                                                |
| 1999 | Aaron Klebanoff, John Rickert                                 | Studying the Cantor Dust at the Edge of the Feigenbaum Diagrams, Taco, Band 29 (1998), 189–198                                                 |
| 1999 | David Bleecker, Lawrence J. Wallen                            | The World’s Biggest Taco, Band 29 (1998), 2–17                                                                                                 |
| 1998 | Kevin G. Kirby                                                | Of Memories, Neurons, and Rank-One Corrections, Band 28 (1997), 2–19                                                                           |
| 1998 | Aimee Johnson, Kathleen Madden                                | Putting the Pieces Together: Understanding Robinson’s Nonperiodic Tilings, Band 28 (1998), 172–181                                             |
| 1997 | Chris Christensen                                             | Newton’s Method for Ressolving Affected Equations, Band 27 (1996), 330–340                                                                     |
| 1997 | Leon Harkleroad                                               | How Mathematicians Know What Computers Can’t Do, Band 27 (1996), 37–42                                                                         |
| 1996 | John H. Ewing                                                 | Can We See the Mandelbrot Set?, Band 26 (1995), 90–99                                                                                          |
| 1996 | James G. Simmonds                                             | A New Look at an Old Function, e, Band 26 (1995), 6–10                                                                                         |
| 1995 | Anthony P. Ferzola                                            | Euler and Differentials, Band 25 (1994), 102–111                                                                                               |
| 1995 | Paulo Ribenboim                                               | Prime Number Records, Band 25 (1994), 280–290                                                                                                  |
| 1994 | Charles W. Groetsch                                           | Inverse Problems and Torricelli’s Law, Band 24 (1993), 210–217                                                                                 |
| 1994 | Dan Kalman                                                    | Six Ways to Sum a Series, Band 24 (1993), 402–421                                                                                              |
| 1993 | L. H. Lange, J. W. Miller                                     | A Random Ladder Game: Permutations, Eigenvalues, and Convergence of Markov Chains, Band 23 (1992), 373–385                                     |
| 1993 | D. N. MacKenzie                                               | Triquetras and Porisms, Band 23 (1992), 118–131                                                                                                |
| 1992 | William Dunham                                                | Euler and the Fundamental Theorem of Algebra, Band 22 (1991), 282–293                                                                          |
| 1992 | Howard Eves                                                   | Two Surprising Theorems on Cavalieri Congruence, Band 22 (1991), 118–124                                                                       |
| 1991 | William B. Gearhart, Harris S. Shultz                         | The Function Sin x/x, Band 21 (1990), 90–99 |
| 1991 | Mark F. Schilling                                             | The Longest Run of Heads, Band 21 (1990), 196–207                                                                                              |
| 1990 | Israel Kleiner                                                | Evolution of the Function Concept: A Brief Survey, Band 20 (1989), 282–300                                                                     |
| 1990 | D. Neidinger                                                  | Automatic Differentiation & APL, Band 20 (1989), 238–251                                                                                       |
| 1989 | Beverly L. Brechner, John C. Mayer                            | Antoine’s Necklace - or How to Keep a Necklace from Falling Apart, Band 19 (1988), 306–320                                                     |
| 1989 | Edward Rozema                                                 | Why Should We Pivot in Gaussian Elimination?, Band 19 (1988), 63–72                                                                            |
| 1988 | Dennis M. Luciano, Gordon D. Pritchett                        | Cryptology: From Caesar Ciphers to Public-Key Cryptosystems, Band 18 (1987), 2–17                                                              |
| 1988 | V. Frederick Rickey                                           | Isaac Newton: Man, Myth, and Mathematics, Band 18, (1987), 362–389                                                                             |
| 1987 | Irl C. Bivens                                                 | What a Tangent Line Is When It Isn’t a Limit, Band 17 (1986), 133–143                                                                          |
| 1987 | Constance Reid                                                | The Autobiography of Julia Robinson, Band 17 (1986), 2–21                                                                                      |
| 1986 | Philip J. Davis                                               | What Do I Know? A Study of Mathematical Self-Awareness, Band 16 (1985), 22–41                                                                  |
| 1985 | Anthony Barcellos                                             | The Fractal Geometry of Mandelbrot, Band 15 (1984), 98–114                                                                                     |
| 1985 | Kay Dundas                                                    | To Build a Better Box, Band 15 (1984), 30–36                                                                                                   |
| 1984 | Ruma Falk, Maya Bar-Hillel                                    | Probabilistic Dependence Between Events, Band 14 (1983), 240–247                                                                               |
| 1984 | Richard J. Trudeau                                            | How Big is a Point?, Band 14 (1983), 295–300                                                                                                   |
| 1983 | Paul R. Halmos                                                | The Thrills of Abstraction, Band 13 (1982), 243–251                                                                                            |
| 1983 | Douglas R. Hofstadter                                         | Analogies and Metaphors to Explain Gó's Theorem, Band 13 (1982), 98–114                                                                        |
| 1983 | Warren Page, V.N. Murty                                       | Nearness Relations Among Measures of Central Tendency and Dispersion, Part 1, Band 13 (1982), 315–327                                          |
| 1982 | John A. Mitchem                                               | On the History and Solution of the Four-Color Map Problem, Band 12 (1981), 108–116                                                             |
| 1982 | Peter L. Renz                                                 | Mathematical Proof: What It Is and What It Ought to Be, Band 12 (1981), 83–103                                                                 |
| 1981 | Gulbank D. Chakerian                                          | Circles and Spheres, Band 11 (1980), 26–41 |
| 1981 | Robert G. Dean, Ennis D. McCune, William D. Clark             | Calculators to Motivate Infinite Composition of Functions, Band 11 (1980), 189–195                                                             |
| 1980 | Robert Nelson                                                 | Pictures, Probability, and Paradox, Band 10 (1979), 182–190                                                                                    |
| 1980 | Hugh F. Ouellette and Gordon Bennett                          | The Discovery of a Generalization: An Example in Problem Solving, Band 10 (1979), 100–106                                                      |
| 1979 | Richard L. Francis                                            | A Note on Angle Construction, Band 9 (1978), 75–80                                                                                             |
| 1979 | Richard Plagge                                                | Fraction without Quotients: Arithmetic of Repeating Decimals, Band 9 (1978), 11–15                                                             |
| 1978 | Allen H. Holmes, Walter Sanders, John W. LeDuc                | Statistical Inference for the General Education Student - It Can Be Done, Band 8 (1977), Seite 223–230                                         |
| 1978 | Freida Zames                                                  | Surface Area and the Cylinder Area Paradox, Band 8 (1977), 207–211                                                                             |
| 1977 | Anneli Lax                                                    | Linear Algebra, A Potent Tool, Band 7 (1976), 3–15                                                                                             |
| 1977 | Julian Weissglass                                             | Small Groups: An Alternative to the Lecture Method, Band 7 (1976), 15–20                                                                       |